# 護花鈴
《護花鈴》為古龍早期作品。1962年10月春秋出版。又名《諸神島》

《護花鈴》，天地圖書出版社版本，2003年出版

## 故事大綱
武林故老之間，有一神秘傳說，世上武功之圣地既非少林嵩山，亦非昆侖武當，而在于一殿一島，此島名「群魔」，殿名「諸神」，俱在虛無縹緲之間，世人難以尋覓，「群魔之島」，乃世上大好大惡之歸宿，「諸神之殿」，自乃大忠大善之樂土，然非武功絕高之人，難入此殿此島一步。
煙云縹緲，紫气氳氤之間，矗立著一座金碧輝煌、气象万千、黃金作瓦、白玉為階的寶殿，殿中白發老人，三五成群，講文說武，俱是人間難以猜測的精奧，殿外遍生玉樹，滿布瓊瑤，時有仙禽异獸、玉女金童倘祥其間。 
另一處卻是惡水窮山，巨浪滔天，終年陰霾不散，時有陰森凄厲的冷笑，自黑暗中直沖霄漢，毒虫惡獸，遍生島上，血腥之气，十里皆聞，大海中迷失方向的船只，時時都會被島上的惡魔攫走…… 
自从黄山一役，天下武林，精英尽毁，再无一人能与「丹凤神龙」争锋。“不死神龙”龙布诗创立止郊山庄，为武林所敬仰。
「丹凤神龙」华山一战，江湖纷争再起。不死神龙生死不知，去处不明。止郊山庄各个门人弟子本性显露。被委以重任的南宫平屡有奇遇，生死之间，才识人称冷血的“孔雀妃子”梅吟雪却是情痴。
叶秋白徒弟叶曼青亦有情女子。南宫家的巨变，揭开了百年的江湖传说，诸神岛和群魔岛的秘密，诸神岛竟是南宫家族所创，历代的岛主必是南宫家族的长子，南宫家族必须向诸神岛缴纳大量的财宝，南宫平在此武学精进迅猛。群魔岛亦是武林一个及其秘密且实力雄厚的宗派。
新崛起的野心家帅天帆，意欲称霸武林，再掀血雨腥风，许多金盆洗手退隐江湖的黑道高手重出江湖。各江湖正义之士为之前赴后继，风尘三侠原是南宫常恕夫妇，鲁逸仙，南宫平与父母及一些正派人士遭到帅天帆率领的七大门派围攻，梅吟雪为了救南宫平，自己跟随群魔岛少岛主而去，从而使群魔岛迫使七大门派离去，并让南宫平与叶曼青相伴一生。

## 主要人物
- 南宮平：

南宫世家少主人。自幼投身于“不死神龙”龙布诗门下，本只求强身健体。其为人沉默寡言，不喜表现自己，拜师十数年一直默默无闻，甘受轻视。后于紧要关头，却毅然挺身而出接下护棺重任，是为不鸣则已，一鸣惊人。与梅吟雪恋情破世俗陈规，不以年龄、身份为界，当永传后世。
- 梅吟雪：

南宮平的結髮妻子，江湖人稱「孔雀妃子」或「冷血妃子」，姿容傾世。結局時，梅吟雪為了救南宮平答應跟著群魔島少島主一起離開，至此下落不明。
- 葉曼青：

丹鳳葉秋白的門下弟子。武功出眾，聰慧機智，秀美絕倫。苦戀南宮平，為了心愛的人可以不顧一切。

## 次要人物
- 帥天帆

面目清秀、身材頎長的文士，新崛起的野心家，久居塞外，此人卻當真有經世之才華，碧落之俠心，又精通奇門八卦，琴棋書畫，武則是內外兼修，登堂入奧，飛花摘葉，皆可傷人，最難得此人不但有惊人之才，還有惊人之志，想獨霸江湖。
此人不但武功高不可測，善使各种巧奪天工、妙絕人寰的迷香暗器，而且手下還有一班奇才异能之士，助桀為惡，其中尤以「戳天奪命雙槍」、「旋風追魂四劍」兩人之武功，更是駭人听聞，人所難擋。
- “万里流香”任風萍

在“玉門關”外，聲名顯赫，但行蹤卻极飄忽的神奇人物。
- 「戳天奪命雙槍」戈中海

武功極高，神鬼莫測
- 「旋風追魂四劍」唐環

五短身材，滿面虯鬚，頭大如巴斗，年紀約在四旬上下，功力極深，武功奇高
- 「無孔不入万事通」万達

昔日本是南宮世家門下的一個食客。
- 「窮魂」依風

關外"獄下之獄"，幽靈群丐惡鬼幫幫主
- 「惡鬼」宋鍾

關外"獄下之獄"，幽靈群丐惡鬼幫副幫主
- 「豔魄」依露

關外"獄下之獄"，幽靈群丐惡鬼幫幫主之妹
- 「鐵戟紅旗震中州」司馬中天

北六省「紅旗鏢局」總鏢頭
“不死神龙”龍布詩之友，為人最是嚴峻，心如鐵石。
- 岷山二友

- 「鐵掌金劍獨行客」長孫單
「惊魂雙劍追風客」長孫空

崆峒高手，成名於河西道上的劍客，十餘年前曾受過梅吟雪的侮弄
- 太行雙刀 李家兄弟

- 「花刀」李鐵虯
「雪刀」李飛虯

- 風雨雙鞭

- 任狂風
秦亂雨

- 天鴉道人

昔日名噪天下，以一雙鐵掌、一柄鐵戟以及料事如神、言無不中的「鐵口」，威震大河兩岸、長江南北。
此人在江湖中素有未卜先知之名，言人之禍，万不失一，只要他對某人稍作警告，其人便定有大禍臨頭，是以武林中人方自稱他為“天鴉道人”，“鴉”之一字，听來雖不敬，但武林中卻無一人對他有不敬之意。
“不死神龙”龍布詩之友，在仙霞岭畔為龍布詩發起的「賀號大典」。
- 「三花劍客」古三花

江湖傳言「一劍三花，神鬼不差」。
與“不死神龙”龍布詩決戰，最後死於龍布詩劍下，亦在龍布詩身上重創一道幾乎致命的傷痕。
- 「武圣」朱大先生

昔年曾创「鸡尾万花拳」，虽是武林中常见的平凡招式，被他老人家随手一掇，编在拳招之中，立时便有点点铁成金之妙。
- 太陽禪師

昔年威震群魔，練就一种自西土天竺傳來叫做「大乘三論太陽神功」的秘門內功，据聞這种內功本是昔年佛家神僧鳩摩羅什所創，是以又叫做「鳩摩羅什大乘神功」，端的可稱是武林中的不傳秘技，太陽禪師圓寂之后，此功在武林中便成絕響。

### 止郊山庄
- “不死神龙”龍布詩

止郊山庄莊主，江湖傳說中的「第一勇士」，生平大小數百戰，戰無不胜，武功「天龍十七式」、「七絕神龍功」。
- 「鐵漢」龍飛

止郊山庄大弟子
- 「鐵漢夫人」郭玉霞

止郊山庄二弟子
- 「靜石劍客」石沉

止郊山庄三弟子

### 食竹山庄
- 「不老丹鳳」葉秋白

食竹山庄莊主，才藝超人的「無雙俠女」。
与“不死神龙”龍布詩，昔年本是一對江湖俠侶。
曾發出帖子，柬邀天下武林中成名的中幗英雄、女中丈夫前來「食竹山庄」赴會，衣香鬢影，冠蓋云集，單是武林中人為了尊敬「丹鳳」，不敢帶劍入庄，留在庄外門房中的佩劍，就有五百余柄，別的兵刃，猶不在此數。据聞當日飲去的美酒，若是傾在太湖之中，大湖的水，都可增高一寸！
- “劍客公子”葉留歌

「不老丹鳳」葉秋白的堂弟。

### 諸神殿
- 「諸神殿主」南宮永樂

諸神殿殿主
- 「冒險君子，長笑天君」風漫天

曾夜闖「万獸山庄」，火焚百獸，力劈「伏獸山君」……

### 群魔島
- 孫仲玉

群魔島少島主，面皮白皙長相英俊但目帶邪光的中年文士
- 「得意夫人」

豔光照人、姿色誘人的一代妖姬，曾為萬獸山莊莊主伏獸山君之妻，心智靈巧，樣樣皆能
- 「無心雙惡」
無頭翁
黑心客
- 「十大常侍之首」古薩

### 風塵三俠
- 「冷臉青衫客」南宮常恕

南宮世家主人
- 南宮夫人

- 「神行無影銅拳鐵掌」魯逸仙

### 七鷹堂
- 「白鷹」白勸天

天虹七鷹中的大哥，壯歲闖蕩江湖時有'拼命書生'之名，若是與人動手，不死不休
- 「黑鷹」冷夜天

天虹七鷹之一，習有攝心秘術
- 「翠鷹」凌震天

天虹七鷹中的老四，掌力剛猛，昔年以"大力金剛"連創江南十六冠
- 「黃鷹」黃今天
「藍鷹」藍樂天
「紫鷹」唐染天
「紅鷹」洪哮天

天虹七鷹中的老七

### 武當派
- 空竹

武當派掌門
- 「武當四木」紫柏真人、青松真人、獨梧真人、孤桐真人

武當山真武頂玄真觀的護院真人，「陽春白雪，紫柏青松，云淡風清，獨梧孤桐」，聲名赫赫，几乎將与武當派當代掌門人空竹道長齊名，四木以紫柏真人為首。

### 昆侖派
- 如淵

崑崙派掌門
與“不死神龙”龍布詩決戰，最後敗於龍布詩劍下，亦在龍布詩身上重創一道幾乎致命的傷痕。
- 戰東來

崑崙派高手，性格狂傲的少年，擁有惊世駭俗的功夫，竟似比昔日昆侖掌門出道江湖時更胜几分。
「破云手」卓不凡的師叔。
- 玉兒

戰東來的徒弟，與「破云手」卓不凡同輩的崑崙弟子。
- 白兒

戰東來的徒弟，與「破云手」卓不凡同輩的崑崙弟子。
- 「素手」李萍

昆侖派門下的女中劍客，為人行事，比起江湖著名的「冷血妃子」還要狠辣些。
本是為了躲避仇家而消聲滅跡，但到了中年，自己也深覺后悔，便落發出家了。她受戒后更是深自仟悔，自覺往事俱都如煙如夢，是以便取名「如夢」。
- 「破云手」卓不凡

昆侖派傳人，武林中后起群劍中的佼佼者。

### 終南派
- 「玉手純陽，終南劍客」呂天冥

終南派掌門
武林之中的絕頂劍手，自從“終南三雁”死于黃山一役，這終南派第七代的四弟子，便被推為掌門。
- “飛環”韋奇

坐鎮西安的西北大豪，在武林中素有“西北神龍”之稱，技出“終南”，排行第七，是以武林中方有“韋七太爺”之稱。
雖然被江湖中人半帶譏嘲地稱為“偽龍”，但卻絲毫不以為仵，反而對“不死神龍”有著更深的敬佩。
終南派第七代弟子中排行第七

### 峨嵋派
- “絕情劍”古笑天

峨嵋派第一高手
與“不死神龙”龍布詩決戰，最後死於龍布詩劍下，亦在龍布詩身上重創一道幾乎致命的傷痕。
- 古虹

“絕情劍”古笑天之子
- 古倚虹

“絕情劍”古笑天之女
化名王素素投入“不死神龙”龍布詩門下。

### 天山派
- 「九翅飛鷹」狄夢萍

天山派，名揚天下、聲震武林的一代劍豪，“不死神龙”龍布詩生平對手中，武功最高、行事最正、最具英雄肝膽的人物。
天山「三分神劍」、「七禽身法」，是為武林雙絕。
與“不死神龙”龍布詩決戰，最後敗於龍布詩劍下，亦在龍布詩身上重創一道幾乎致命的傷痕。
- 「天山神劍」狄揚

「九翅飛鷹」狄夢萍之子
陽光少年

### 點蒼派
- 「狂風舞柳劍」柳伯揚

與“不死神龙”龍布詩決戰，最後死於龍布詩劍下，亦在龍布詩身上重創一道幾乎致命的傷痕。
- 「點蒼燕」公孫燕

點蒼新一代弟子中排行老二
- 「點蒼雙傑」石氏兄弟
- 「猛虎」趙剛
- 「黑天鵝」天鵝道人

劍快如電，心狠手辣，在新一代弟子中排行老三

### 五虎彭門
- 「五虎斷門刀」彭天烈

與“不死神龙”龍布詩決戰，最後死於龍布詩劍下，亦在龍布詩身上重創一道幾乎致命的傷痕。

### 衡山派
- 靜大師

衡山派
門下有慕容五姐妹。

## 小說目錄
1. 生死之間
2. 金龍密令
3. 柔腸俠骨
4. 危崖！危情！
5. 去日如煙
6. 天帝留賓
7. 妃子傾城
8. 英雄何價
9. 俠氣干雲
10. 身在何處
11. 多情多愁
12. 南宮驚變
13. 都為情苦
14. 苦雨淒風
15. 長笑天君
16. 笑傲生死
17. 斷腸時節
18. 諸神島主
19. 荒林女神
20. 撲朔迷離
21. 奇遇奇逢
22. 群奸授首

## 改編電影
《护花铃》于1979年被联真影业有限公司改编成电影，并于1979年10月24日上映。导演为鲍学礼，由凌云饰演南宫平，苗可秀饰演梅吟雪。